# Eufraat-drieklauw
De Eufraat-drieklauw (Rafetus euphraticus) is een schildpad uit de familie weekschildpadden (Trionychidae). De soort werd voor het eerst wetenschappelijk beschreven door François Marie Daudin in 1802. Oorspronkelijk werd de wetenschappelijke naam Testudo euphratica gebruikt.

## Uiterlijke kenmerken
De maximale carapaxlengte is 68 centimeter, volwassen exemplaren hebben een glad, donkergroen schild zonder tekening of enkele donkere vlekken. Juvenielen hebben een tekening van gele tot witte vlekken en vele rijen kleine stekelachtige bultjes op het rugschild die met de jaren vervagen. Het buikschild is lichter tot geel. De poten en kop zijn groen aan de bovenzijde en lichter tot wit aan de onderzijde.

## Algemeen
Rafetus euphraticus is een bewoner van rivieren en komt voor in de stelsels van de Tigris en de Eufraat in het Midden-Oosten in de landen Irak, Iran, Syrië en Turkije. Ook in noordoostelijk Israël zou de schildpad voorkomen maar waarschijnlijk betreft het een foutieve determinatie van de Afrikaanse drieklauw (Trionyx triunguis).
De habitat bestaat uit rustige ondiepe wateren, tijdelijke wateren hebben de voorkeur boven snelstromende rivieren. De schildpad neemt regelmatig een zonnebad, maar duikt bij de geringste verstoring in het water. Rafetus euphraticus is omnivoor: het voedsel bestaat zowel uit dieren als insecten en vissen maar ook planten worden gegeten. In de maag zijn ook resten van watervogels gevonden.